# 阳曲轩辕庙
阳曲轩辕庙是一座文物建筑，位于山西省太原市阳曲县东黄水镇西殿村，时代为明清时期。
2016年6月6日，轩辕庙公布为第五批山西省文物保护单位（编号5-24）。2019年10月7日，阳曲轩辕庙由国务院公布为第八批全国重点文物保护单位，编号8-0243-3-046。